# Vanderlei Siraque
Vanderlei Siraque (Santa Cruz do Rio Pardo, 15 de fevereiro de 1960) é um advogado, político brasileiro, ex-Vereador de Santo André, ex-deputado federal e ex-deputado estadual em São Paulo, atualmente filiado ao PT.
Disputou o cargo de prefeito do município de Santo André,em 2008, mas perdeu o segundo turno para Aidan Ravin, do PTB, obtendo apenas 44,7% dos votos válidos.
Obteve nas eleições de 2010, mais de 90 mil votos ao concorrer ao cargo de deputado federal. Contudo, ficou apenas como primeiro suplente e só assumiu o cargo em outubro de 2011 com a saída de Aldo Rebelo da Câmara para assumir o Ministério do Esporte.
É casado com a também ex-vereadora Andreense Bete Siraque.

## Desempenho em Eleições
| Ano  | Cargo                   | Partido | Votos Nominais | Votos Nominais | %      | Resultado             | Ref.   |
| ---- | ----------------------- | ------- | -------------- | -------------- | ------ | --------------------- | ------ |
| 1988 | Vereador de Santo André | PT      | -              | -              | -      | Suplente              |        |
| 1992 | Vereador de Santo André | PT      | 1.697          | 1.697          | 0,45%  | Eleito                | [ 8 ]  |
| 1996 | Vereador de Santo André | PT      | 4.355          | 4.355          | 1,11%  | Eleito                | [ 9 ]  |
| 1998 | Deputado Estadual       | PT      | 38.937         | 38.937         | 0,25%  | Eleito                | [ 10 ] |
| 2002 | Deputado Estadual       | PT      | 81.089         | 81.089         | 0,41%  | Eleito                | [ 10 ] |
| 2006 | Deputado Estadual       | PT      | 55.715         | 55.715         | 0,27%  | Eleito                | [ 10 ] |
| 2008 | Prefeito de Santo André | PT      | 1°Turno        | 182.387        | 48,90% | Não Eleito (2° Turno) | [ 10 ] |
| 2008 | Prefeito de Santo André | PT      | 2°Turno        | 175.513        | 44,97% | Não Eleito (2° Turno) | [ 10 ] |
| 2010 | Deputado Federal        | PT      | 93.314         | 93.314         | 0,42%  | Suplente              | [ 10 ] |
| 2014 | Deputado Federal        | PT      | 53.285         | 53.285         | 0,25%  | Suplente              | [ 10 ] |
| 2018 | Deputado Estadual       | PCdoB   | 12.581         | 12.581         | 0,06%  | Suplente              | [ 10 ] |
| 2020 | Vereador de Santo André | PCdoB   | 1.059          | 1.059          | 0,32%  | Não Eleito            | [ 10 ] |